# 石稻鎮
石稻鎮，是四川省鄰水縣下轄的一個鄉鎮級行政單位。

## 沿革[1]
- 民國24年(1935年)7月1日，鄰水縣將6個區合併為3個區，49個鄉鎮合併為43個鄉鎮，以石稻鄉改置石稻鎮，屬第二區署，駐石稻場,轄4鎮14鄉。
- 民國29年(1940年)3月1日，按《縣各級組織法綱要》及《補充注意事項》的規定，實行新縣制。4月，改3個區為4個區。石稻鎮和永興鄉 (鄰水縣)合并为石永鄉，屬第二區。